# Dansk Skuespillerforbund
Dansk Skuespillerforbund er et dansk fagforbund, der organiserer skuespillere, operasangere, dansere, koreografer og musicalperformere. Forbundet har ca. 2.200 medlemmer.
Skuespillerforbundet var medlem af hovedorganisationen FTF, men siden d. 1. januar 2019 er skuespillerforbundet medlem af FH.
Forbundet indgår overenskomster indenfor både teater, radio, film og tv, og yder juridisk bistand til medlemmerne, men arbejder også med ophavsretlig beskyttelse af kunsternes præstationer. Desuden samarbejder Dansk Skuespillerforbund internationalt med Federation Internationale des Acteurs og Nordisk Skuespillerråd.
Skuespillerforbundets formand er skuespiller Benjamin Boe Rasmussen, som på generalforsamlingen i 2018 afløste Katja Holm.

## Historie
Dansk Skuespillerforbund blev stiftet i 1904 af Karl Mantzius som et af verdens første fagforbund for skuespillere.

## Fodnoter
1. ↑  Lizette Risgaard: Velkommen til Fagbevægelsens Hovedorganisation (2019):

https://fho.dk/blog/2019/01/01/velkommen-til-fagbevaegelsens-hovedorganisation/